# Muzeum Sztuki w Łodzi

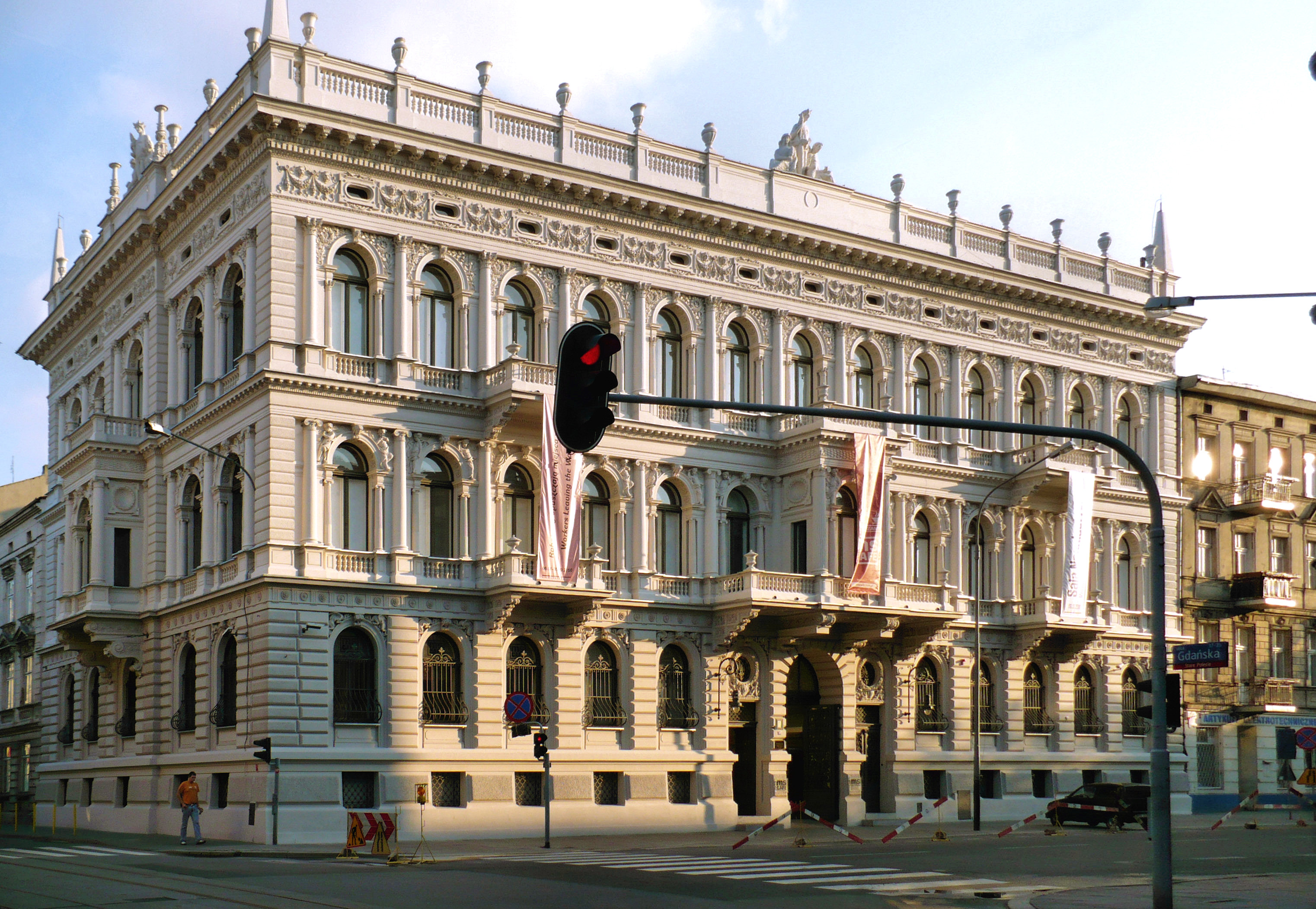
Muzeum Sztuki w Łodzi

Das Muzeum Sztuki w Łodzi (deutsch Kunstmuseum in Lodz) ist ein Museum für moderne und  zeitgenössische Kunst in der polnischen Stadt Łódź. 
Es wurde 1930 eingerichtet, 1931 eröffnet und zählt damit nach eigenen Angaben zu den ältesten Museen für moderne Kunst der Welt. Es trug zunächst den Namen Muzeum Historii i Sztuki im. Juliana i Kazimierza Bartoszewiczów (Julian-und-Kazimierz-Bartoszewicz-Museum für Geschichte und Kunst), benannt nach Kazimierz Bartoszewicz, der die Kunstsammlung der Familie dem Museum vererbte, und dessen Vater. 
Nach dem Zweiten Weltkrieg wurde das Museum 1948 von seinem alten Standort im ersten Stock des ehemaligen Rathauses am Plac Wolności in das von Adolf Zeligson erbaute Izrael-K.-Poznański-Palais in der Ulica Więckowskiego verlegt. 1950 wurde es verstaatlicht und erhielt seinen heutigen Namen. 
Bekannt ist das Museum für die von 1929 bis 1932 zusammengestellte Sammlung moderner Kunst der Künstlergruppe a.r. (unter anderem Władysław Strzemiński, Katarzyna Kobro, Henryk Stażewski, Jan Brzękowski und Julian Przyboś).